# 拉貝特南吉
66°39′N 66°24′E / 66.650°N 66.400°E
拉貝特南吉（俄語：Лабытна́нги，直译：「七松」）是俄羅斯亞馬爾-涅涅茨自治區西部的一個城市，位於鄂畢河畔，距區府薩列哈爾德西北20公里。2002年人口27,304人。
始於19世紀，1975年設市。